# Агнеса фон Вайблінген
Агнеса фон Вайблінген (нім. Agnes von Waiblingen), також Агнеса Салічна (1072 — 24 вересня 1143) — друга дочка Генріха IV, імператора Священної Римської імперії та Берти Савойської. У першому шлюбі — герцогиня Швабії, у другому — маркграфиня Австрії. Своє ім'я Агнеса отримала на честь бабусі Агнеси де Пуатьє.

## Біографія
Агнеса фон Вайблінген походить з Салічної династії. У семирічному віці 24 березня 1079 року її заручили з 30-річним герцогом Швабії Фрідріхом I, союзником імператора проти повсталих князів. У 1086 або 1087 році був укладений сам шлюб. Таким чином Агнеса стала предком роду Гогенштауфенів. Пізніше ця спорідненість стала обґрунтуванням для претензій Гогенштауфенів, зокрема Фрідріха Барбаросси і Генріха VI, на корону імператора Священної Римської імперії.
Після смерті Фрідріха у 1105 році її брат Генріх V поспішно видав Агнесу заміж за маркграфа Австрії Леопольда III, сподіваючись таким чином отримати могутнього прихильника в боротьбі зі своїм батьком за імператорський трон. Завдяки другому шлюбу Агнеси з'явився тісний зв'язок між Бабенбергами і Гогенштауфенами.
Високе походження Агнеси і плодючість пари стали пізніше інтерпретувалися хроністами як знаки особливого божого благовоління святому Леопольду. Його святість ґрунтувалася на численних заснованих ним монастирях і багатих дарах вже існуючим.
Агнеса була похована поряд зі своїм другим чоловіком, згодом зарахованим до лику святих, у заснованому ним монастирі Клостернойбург. Їхні тіла лежать у невеликій капелі Леопольда. Реліквії самого Леопольда з 1936 року знаходяться у срібній позолоченій скриньці у стіні позаду вівтаря.

## Родина
1 Чоловік — Фрідріх I фон Штауфен, герцог Швабії
Діти:
- Хейліка (померла після 1110) — з 1101/1102 одружена з Фрідріхом III фон Петтендорф, графом фон Ленгенфельд
- Бертрада (Берта) — одружена з Адальбертом фон Ельхінген, графом фон Ельхінген і фон Ірренберг
- Фрідріх II Одноокий (1090—1147), герцог Швабії з 1105
- Хільдегарда
- Конрад III (1093—1152) — герцог Франконії 1116/1120, антикороль Німеччини 1127—1135, король Німеччини з 1138
- Гізела (Гізельхільдіс)
- Генріх (помер до 1102)
- Беатріс (померла після 1147) — черниця в Мішельштейні в 1146
- Кунігунда (Куніца) — одружена з Генріхом Гордим, герцогом Баварії
- Софія одружена з графом Адальбертом
- Гертруда (померла після 1182) — одружена з Германом III фон Шталек (помер 2 жовтня 1156), графом фон Шталек, пфальцграфом Рейнським з 1142, з 1157 черниця під ім'ям Фідес
- Ріхільда (близько 1100 — ?) — одружена з Гуго (близько 1090 — близько 1160), графом де Русі

2 Чоловік — Леопольд III, маркграф Австрійський
Діти:
- Леопольд IV (бл.1108—1141) — маркграф Австрії (з 1136) і герцог Баварії (з 1139)
- Оттон (помер 1158) — єпископ Фрайзінга (1138)
- Генріх II Язомірготт (1112—1177) — маркграф Австрії з 1141, і герцог Австрії з 1156, герцог Баварії (1141—1156), пфальцграф Рейнський (1140—1141)
- Ернст (помер 1137)
- Конрад (1116—1168) — єпископ Пассау (1148—1164), архієпископ Зальцбурга (з 1164)
- Ута, одружена з графом Луітпольдом Плайном
- Агнеса (померла 1157) — одружена (1125) з Владиславом II Вигнанцем, великим князем Краківським
- Юдіта (померла після 1168) — одружена (1133) з Вільгельмом V, маркізом Монферратським
- Гертруда (1120—1150) — одружена (1140) з Владиславом II, князем (пізніше королем) Чехії
- Єлизавета (1124—1143) — одружена (1142) з Германом II, графом Вінценбурга
- Берта (померла 1150) — одружена з Генріхом III, бургграфом Регенсбурга

## Пам'ять
У 1894 році у віденському районі Деблінг на честь Агнеси було названо провулок Agnesgasse.

У 2009 році площа Welfenplatz отримала нову назву Hohenstaufenplatz на честь роду Гогенштауфен. На площі також була відкрита стела в пам'ять про цей рід з перерахуванням імен. Ім'я Агнеси стоїть на першому місці.

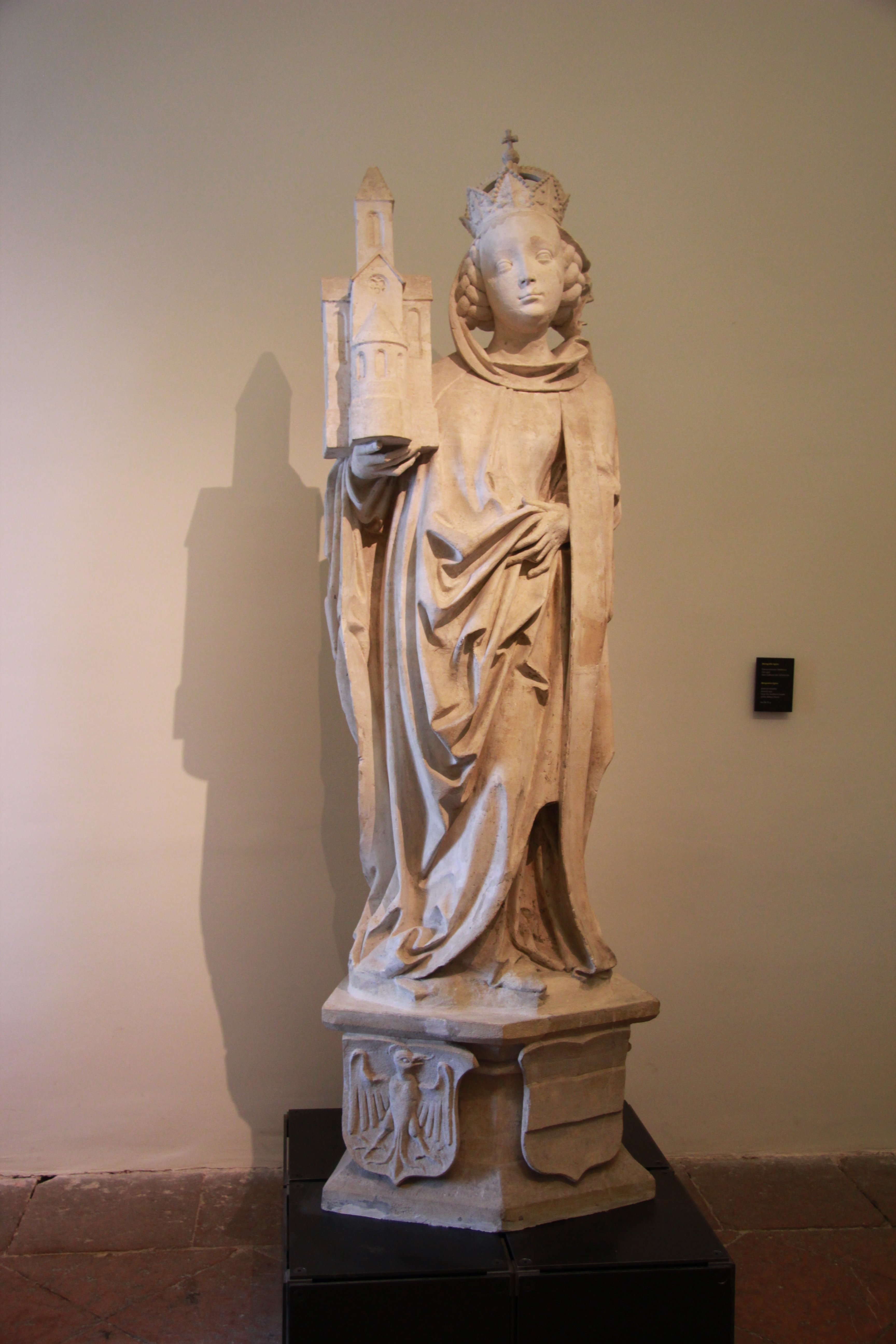
Статуя Агнеси в монастирі Клостернойбург
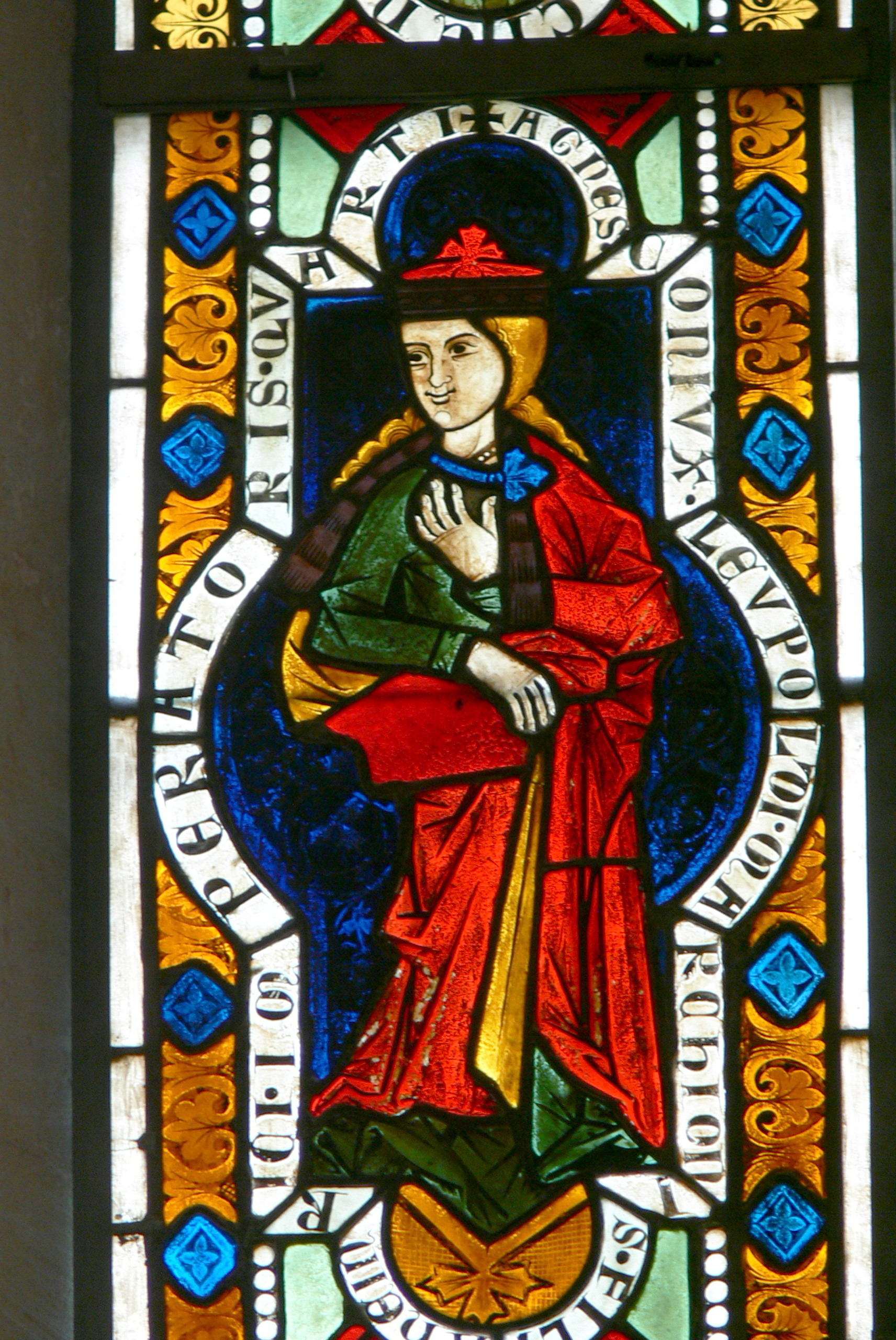
Вітраж з Агнесою в абатстві Хайлігенкройц
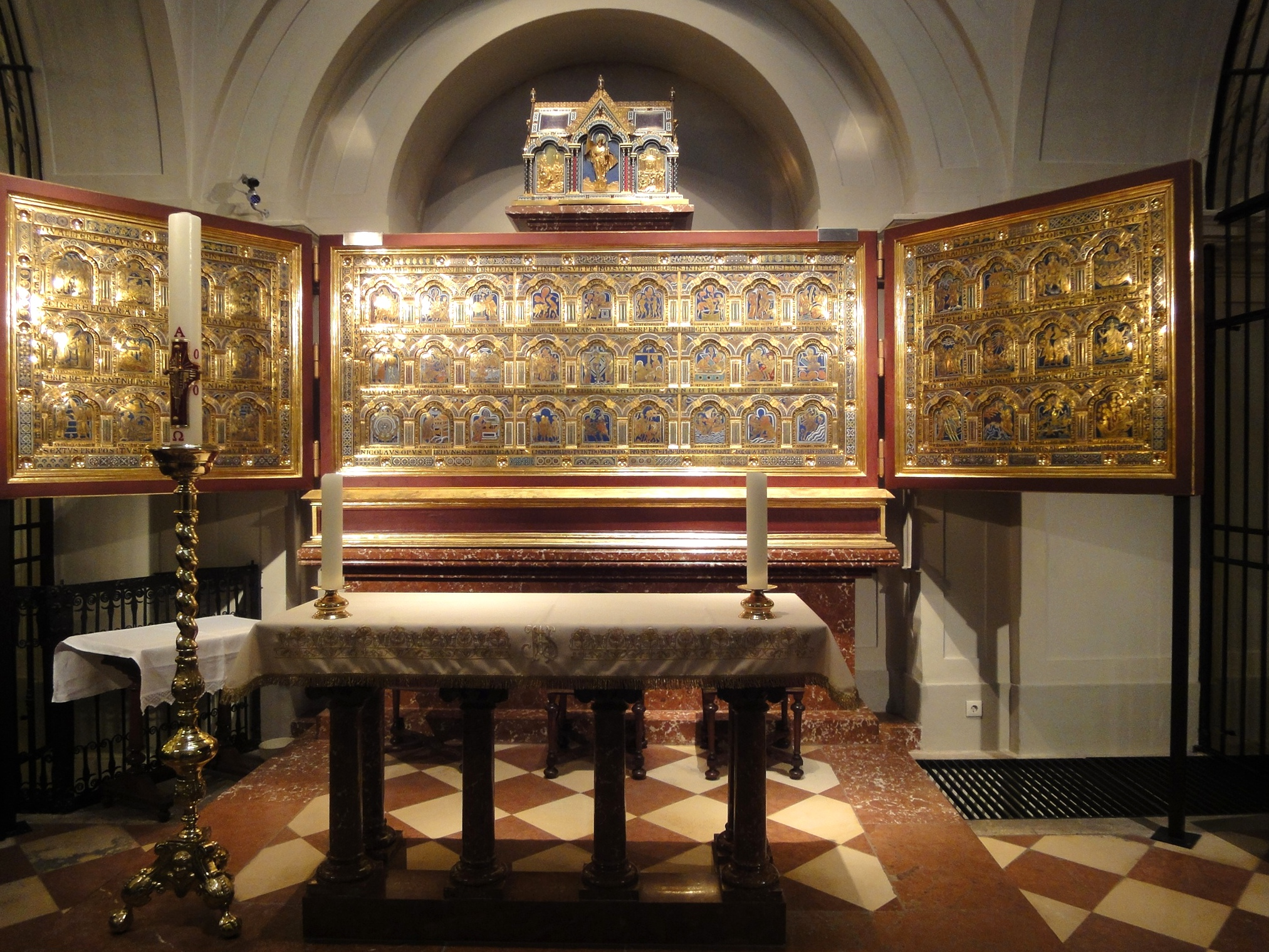
Саркофаг Агнеси, який знаходиться в капелі Леопольда
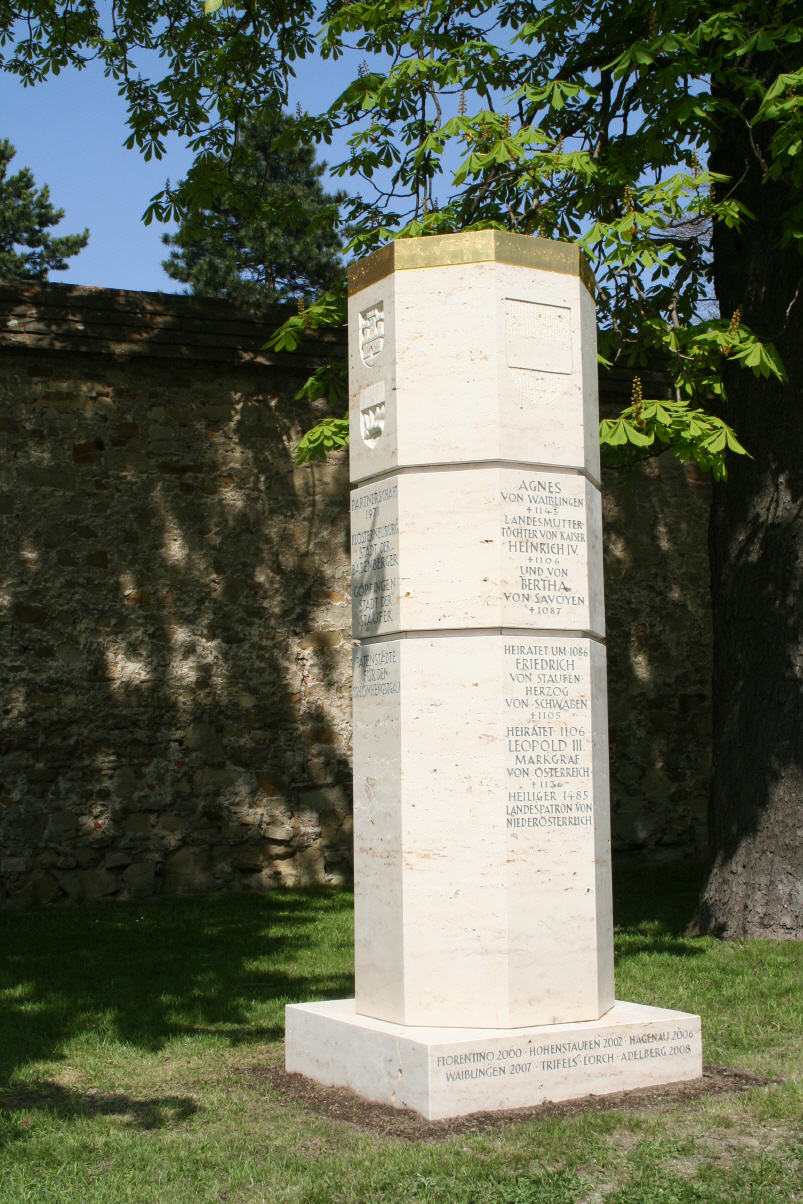
Стела на честь роду Гогенштауфен
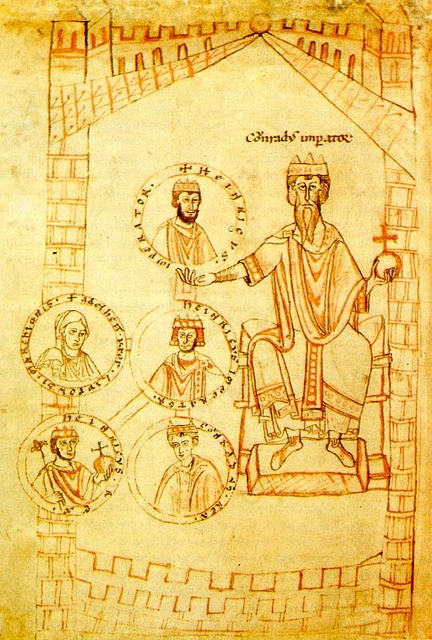
Салічна династія: Конрад II сидить на троні, тримаючи в лівій руці державу, а в правій - зображення Генріха III, Генріха IV, Конрада, Генріха V і Агнеси